# No hi ha bellesa sense veritat!
"No hi ha bellesa sense veritat!" (títol original en anglès "Is There in Truth No Beauty?") és el cinquè episodi de la tercera temporada de la sèrie de televisió de ciència-ficció estatunidenca Star Trek. Escrit per Jean Lisette Aroeste i dirigit per Ralph Senensky, es va emetre per primera vegada el 18 d'octubre de 1968.
A l'episodi, l’ Enterprise viatja amb un ambaixador alienígena l'aparença del qual indueix la bogeria.
Aquest episodi va ser la segona aparició de Diana Muldaur a la franquícia Star Trek. Anteriorment va aparèixer com a Dr. Ann Mulhall a l'episodi de segona temporada, "Retorn al demà" i més tard apareixeria com a Dra. Katherine Pulaski a segona temporada de Star Trek: La nova generació.
Un medusià anomenat Zero apareixeria més tard com a personatge principal a Star Trek: Prodigy. El nom de l'episodi de la temporada 2 "Is There in Beauty No Truth?", que es va centrar en Zero, va ser un homenatge a aquest episodi.

## Argument
La nau estel·lar de la Federació Enterprise és assignada per escortar l'ambaixador medusià Kollos i la psicòloga Miranda Jones a un trobada amb un vaixell medusià. Els medusians són criatures no humanoides que apareixen i es descriuen com a tan lletges que fan que els humanoides que els vegin es tornen bojos i després moren. Kollos viatja en un transportador per mantenir-lo fora de la vista, i el primer oficial Spock mira si cal utilitzant una pantalla especial que permi que la seva psicologia vulcaniana segueixi la visió d'en Kollos. Jones també és capaç d'observar en Kollos amb l'ajuda del visor, un fet que afirma que es deu a la disciplina mental d'estil vulcanià.
En un sopar amb el capità Kirk i els oficials superiors, Jones, que és telèpata, explica que la seva missió és intentar una fusió mental vulcaniana amb Kollos amb l'esperança de permetre a la Flota Estel·lar utilitzar els sentits únics i les habilitats de navegació medusianes. En el transcurs de la discussió, Jones es trenca, intuint algú a prop amb intencions assassines. Després torna a les seves habitacions, on rep la visita del seu soci Lawrence Marvick. Marvick està enamorat de Jones, sentiment que no és correspost, i ell sent que voldria assassinar-la. Després es dirigeix a les habitacions de Kollos amb un faser, però és superat per la visió del medusià abans que pugui disparar. Ara boig, Marvick es precipita a l'enginyeria, domina i deixa inconscient l'enginyer en cap Scott i altres membres de la tripulació, i pren el control dels motors. L' Enterprise accelera ràpidament més enllà de curvatura Factor 9.5, que la porta lluny de la galàxia i en un estrany buit remolí. Marvick, ara restringit, crida atacs salvatges a Jones abans de morir.
Sense referències de navegació, la tripulació Enterprise no pot tornar a casa. Kirk suggereix que les habilitats de navegació superiors de Kollos podrien ser útils, i Spock s'ofereix per fusionar-se amb Kollos, permetent que els dos pilotin l' Enterprise com una sola entitat. Miranda Jones objecta que és una opció més lògica, però McCoy revela que és cega i, per tant, no podria pilotar una nau estelar. (El seu embolcall amb joies, resulta, és en realitat un sensor web elaborat dissenyat per compensar la seva ceguesa).
S'estableix una partició al pont per amagar Kollos, i Spock, amb la pantalla, completa l'enllaç mental. Kollos i Spock, actuant a través del cos de Spock, tornen amb èxit l' "Enterprise" a l'espai conegut i després es retiren darrere de la partició per dissoldre l'enllaç però obliden la pantalla. Kirk crida un avís, però Spock, incapaç de mirar a temps, s'allunya i ataca la tripulació. És sotmès per un tret de faser de Kirk i es precipitaa a l’infermeria, on el seu estat es deteriora. Jones intenta establir contacte mental amb Spock, però aparentment és incapaç d'ajudar, i Kirk suggereix que ella, en la seva gelosia, realment no vol fer-ho. Enfurismada per l'acusació, fa un intent més i aconsegueix portar la ment de Spock a la realitat.
L' Enterprise arriba al seu destí, i Kollos i Jones es preparen per separar-se. Jones agraeix a Kirk la seva visió, acreditant-li que ha garantit el seu futur. Kollos i Jones són ara "un", i ara sap que l'alegria de la ment s'enllaça amb ella mateixa. Kirk li dóna una rosa a Jones mentre marxen, recordant-li que tota rosa té espines.

## Doblatge al català
L’episodi va ser doblat al català pels estudis Tecni-3 (primera part) i Diálogo (segona part) i emés a TV3 l’any 1989.
| Personatge                | Actor/actriu     | Veu en català                      |
| ------------------------- | ---------------- | ---------------------------------- |
| James T. Kirk             | William Shatner  | Jordi Boixaderas                   |
| Spock                     | Leonard Nimoy    | Isidre Sola i Llop                 |
| Leonard McCoy             | DeForest Kelley  | Eduard Lluís Muntada               |
| Montgomery Scott 'Scotty' | James Doohan     | Joan Carles Gustems Domènec Farell |
| Nyota Uhura               | Nichelle Nichols | Glòria Roig Azucena Díaz           |
| Pavel Chekov              | Walter Koenig    | Quim Roca Pep Madern               |
| Hikaru Sulu               | George Takei     | Jaume Nadal Enric Cusí             |
| Tinent Leslie             | Eddie Paskey     | Enric Isasi-Isasmendi              |
| Miranda Jones             | Diana Muldaur    | Roser Cavallé                      |
| Lawrence Marvick          | Davi Frankham    | Francesc Alborch                   |

## Producció i recepció
Aquest va ser l'últim episodi filmat en la producció de la sèrie que va comptar amb Eddie Paskey com el tinent Leslie. Com que els episodis estaven fora d'ordre de producció, l'episodi final per presentar el personatge va ser "Elaan de Troyius".
El títol està extret d'una línia del poema "Jordan" de George Herbert. La filosofia vulcaniana "Diversitat infinita en combinacions infinites" va aparèixer per primera vegada a l'episodi. El creador de la sèrie Gene Roddenberry va inserir un discurs de Kirk parlant de la filosofia i la medalla associada. El discurs "similar" va ser, segons William Shatner, una "publicitat encoberta" per a rèpliques de la medalla, que l'empresa de Roddenberry Lincoln Enterprises aviat va vendre als fans".

## Crítica
En un rànquing del lloc Hollywood.com, Christian Blauvelt situa aquest episodi en la posició 63na dels 79 episodis de la sèrie original, estimant que l'episodi hauria estat molt millor en forma d'episodi de la Dimensió Desconeguda. Al lloc The A.V. Club Zack Handlen dóna a l'episodi una nota de C+ trobant que l'episodi és "pollós" i té una premissa molt interessant (la convivència entre diverses formes de vida) que es fa malbé per personatges inconsistents i un escenari que canvia constantment el focus.

## Llançaments
Va ser llançat a LaserDisc el 1987 als Estats Units, aparellat amb "I els nens ens guiaran" en un disc de 12" de doble cara.
Aquest episodi es va publicar al Japó el 21 de desembre de 1993 com a part del conjunt complet de LaserDisc de la temporada 3, Star Trek: Original Series log.3. També es va incloure un tràiler d'aquest i dels altres episodis, i l'episodi tenia pistes d'àudio en anglès i japonès. El títol de la coberta era スター・トレック TVサードシーズン
Aquest episodi es va incloure a la caixa remasteritzada de la temporada 3 de TOS en DVD, amb la versió remasteritzada d'aquest episodi.